# گورستان علیا ده شیخ
قبرستان علیا ده شیخ مربوط به دوره قاجار است و در شهرستان شیراز، بخش ارژن، دهستان قره چمن، شمال روستای ده شیخ واقع شده و این اثر در تاریخ ۷ خرداد ۱۳۸۷ با شمارهٔ ثبت ۲۳۰۰۴ به‌عنوان یکی از آثار ملی ایران به ثبت رسیده است.